# Арри (Мозель)
Арри (фр. Ancy-sur-Moselle) — коммуна на северо-востоке Франции, регион Гранд-Эст (бывший Эльзас — Шампань — Арденны — Лотарингия), департамент Мозель. Входит в кантон Арс-сюр-Мозель. 

## Географическое положение

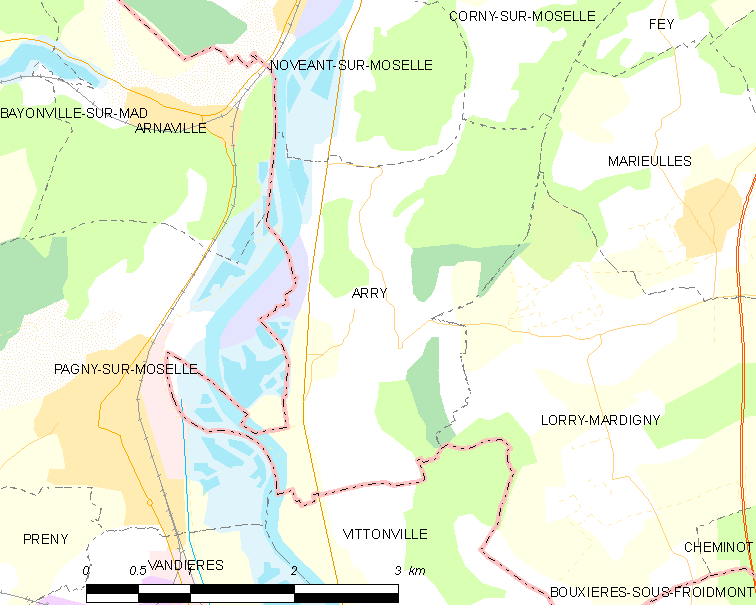
Арри на карте Франции.

Арри расположен в 280 км к востоку от Парижа и в 17 км к юго-западу от Меца.

## История
- Впервые упоминается в 608 году.
- До XIII века принадлежал епископу Меца, затем герцогству Бар. В 1766 году вошёл в состав Франции.
- После поражения Франции во франко-прусской войне 1870—1871 годов вместе с Эльзасом и департаментом Мозель был передан Германии по Франкфуртскому миру.
- Возвращён Францией после Первой мировой воины по Версальскому мирному договору в 1918 году.

## Демография
По переписи 2011 года в коммуне проживал 521 человек.

## Достопримечательности
- Руины замка д'Арри XVIII века, разрушен во время Второй мировой войны.
- Фортифицированная ферма Вуазаж, XIII—XVIII века.
- Церковь Сент-Арнульд, XIII века.